# تابستان هندی (فیلم ۱۹۹۳)
تابستان هندی (به انگلیسی: Indian Summer) فیلمی محصول سال ۱۹۹۳ و به کارگردانی مایک بایندر است. در این فیلم بازیگرانی همچون آلن آرکین، مت کریون، داین لین، بیل پکستون، الیزابت پرکینز، کوین پولاک، سم ریمی، وینسنت اسپانو، جولی وارنر و کیمبرلی ویلیامز-پیزلی ایفای نقش کرده‌اند.